# Асаи Тю
Асаи Тю (яп. 浅井 忠 Асаи Тю:,  21 июня 1856, Эдо, ныне Токио — 16 декабря 1907, Киото) — японский художник.

## Жизнь и творчество
Асаи Тю считается крупнейшим пейзажистом школы Ёга, возникшего под западным влиянием направления в японской живописи в период Мэйдзи.
Родился Асаи Тю в семье самурая из хана (княжества) Сакура, располагавшемся в провинции Симоса (в настоящее время север префектуры Тиба). Обучался живописи в традиционном стиле Катёга (Живопись птиц и цветов). Однако вскоре художник меняет свою технику, переходит к масляной живописи и в 1875 году поступает в основанную Синкуро Кунисавой частную школу живописи Сёгидо. Синкуро Кунисава обучался живописи в Лондоне. В 1876 году Асаи поступает в основанную в этом же году Кобу Бидзюцу Гакко (Техническую школу изящных искусств), в класс итальянца Антонио Фонтанези. После её окончания в 1878 году молодой художник вместе с ещё десятью учениками итальянца основывает Дзюитикай (Группу Одиннадцати).
В эти годы интерес в японском обществе к живописи направления Ёга стал падать, в то время как школа Нихонга, объединяющая сторонников традиционного японского искусства, всё более укрепляла свои позиции на культурной сцене страны. Только с середины 80-х годов XIX века, с возвращением в Японию из Европы многих учившихся там художников, интерес к Ёга снова начинает расти. В 1888 году появляются и первые пейзажи Асаи Тю, среди которых «Поля весной», хранящийся ныне в токийском Национальном музее. В 1889 он становится одним из основателей Мэйдзи Бидзюцукай, первой организации японских художников западного типа (позднее называлась Пацифистское общество живописи).
В 1893 году из Парижа в Японию возвращается художник Курода Сэйки и привозит с собой новые импрессионистские идеи об искусстве. Ёга-художники в результате разделились на две группы по их отношению к импрессионизму — консервативную и прогрессивную. Асаи Тю относился к умеренным консерваторам, несмотря на то, что и в его полотнах видно импрессионистское влияние. В 1898 году Асаи идёт на преподавательскую работу в Токио Бидзюцу Гакко, ныне Токийский национальный университет искусства и музыки, где тогда преподавал и Курода Сэйки.
В 1899 художник получает стипендию Министерства образования для учёбы во Франции. С 1900 по 1902 год он живёт в Европе, преимущественно в Париже и во французском городке Грез-су-Луан, в котором пишет свои полотна. Перед возвращением на родину Асаи посещает Германию, Англию и Италию. В 1903 году художник открывает свою частную школу в Киото, откуда влияние школы Ёга распространяется по всей западной Японии, и из которой в 1905 году образуется Институт искусств Кансай. Одним из учеников Асаи Тю был выдающийся портретист Сотаро Ясуи.
Кроме живописи, художник занимался, особенно в последние годы жизни, также иллюстрированием литературы и ксилографией.

## Галерея
- Утреннее солнце
- Швея
- Деревня Котаба
- Лодочные бурлаки
- Поля весной (1889)
- Книжные иллюстрации, (изд. 1917)